# Musineon
Genre
Musineon est un genre de plantes à fleurs de la famille des Apiacées.

## Liste d'espèces
Selon BioLib (6 décembre 2022) :
- Musineon divaricatum (Pursh) Raf.
- Musineon lineare (Rydb.) Mathias
- Musineon tenuifolium (Nutt. ex Torr. & Gray) Coult. & Rose
- Musineon vaginatum Rydb.

Selon NCBI (6 décembre 2022) :
- Musineon divaricatum (Pursh) Nutt.
- Musineon lineare Mathias
- Musineon tenuifolium Nutt. ex Torr. & A.Gray
- Musineon vaginatum Rydb.

Selon The Plant List (6 décembre 2022) :
- Musineon divaricatum (Pursh) Nutt.
- Musineon lineare Mathias
- Musineon tenuifolium Nutt.
- Musineon vaginatum Rydb.

Selon Tropicos (6 décembre 2022) (Attention liste brute contenant possiblement des synonymes) :
- Musineon alpinum J.M. Coult. & Rose
- Musineon angustifolium Nutt.
- Musineon divaricatum (Pursh) Nutt.
- Musineon ehrenbergii H. Wolff
- Musineon glaucescens P. Lesica
- Musineon greenei A. Gray
- Musineon lineare (Rydb.) Mathias
- Musineon naomiensis L.M. Shultz & F.J. Sm.
- Musineon pedunculatum A. Nelson
- Musineon tenuifolium Nutt. ex Torr. & A. Gray
- Musineon trachyspermum Nutt.
- Musineon vaginatum Rydb.